# Gens Àulia
La gens Àulia (en llatí Aulia) va ser una gens romana probablement d'origen plebeu.
No abunden en càrrecs importants les persones d'aquesta gens, encara que un membre de la família, Quint Auli Cerretà va ser cònsol dues vegades a la Segona Guerra Samnita, en els anys 323 aC i 319 aC. El cognomen deriva del nom Aule (Aulus). Els membres de la família van portar generalment el cognomen Cerretà (Cerretanus).